# Knick-Ei von Halstenbek
Das Knick-Ei von Halstenbek im Kreis Pinneberg war eine Sporthallenkonstruktion mit einer eiförmigen Glaskuppel, die während der Bauphase aufgrund statischer Fehler bei den Bauarbeiten mehrmals einstürzte und dadurch europaweit bekannt wurde. Der Bau begann im September 1995. Das Gebäude wurde nie fertiggestellt und Anfang 2007 abgerissen.

## Zeitlicher Überblick
Geplant wurde die Sporthalle von André Poitiers und seinem Architekturbüro Poitiers & Partner. Das Stuttgarter Statikbüro Schlaich Bergermann und Partner (SBP) lieferte die Berechnungen. Die Gesamtkosten betrugen bis 2005 etwa 8,3 Millionen Euro.
Der Baubeginn war 1995. Kurz vor der Eröffnung stürzte am 5. Februar 1997 die Metallkonstruktion des Daches ein. Es wurde anschließend neu gebaut. Am 26. Juni 1998, wiederum kurz vor der geplanten Eröffnung der Anlage, versagte die Konstruktion erneut. Im Februar 2002 beschloss die Halstenbeker Gemeindevertretung, die Halle wiederum aufzubauen.
Geplant war, im Frühjahr 2003 den Bau mit einem robusteren Glasdach fertigzustellen. Diese Planung wurde aber nicht mehr umgesetzt.
Am 18. Juli 2005 entschied die Gemeinde, das Knick-Ei komplett abzureißen und eine Sporthalle in konventioneller Bauweise zu errichten. Da der Bürgermeister Bruno Egge wegen rechtlicher Bedenken Widerspruch gegen diese Entscheidung einlegte, wurde am 15. August 2005 der Beschluss zurückgenommen. Eine Bürgerbefragung in der Gemeinde kam am 11. Dezember 2005 zum Ergebnis, dass es keinen Wiederaufbau mehr geben solle. Die Abrissarbeiten begannen im Januar 2007. Diese dauerten bis zum März 2007. Anschließend wurde das Gelände mit Sand aufgefüllt.
Von Dezember 2007 bis September 2008 wurde am gleichen Standort als Ersatz eine konventionelle, 9 Meter hohe Sporthalle mit drei Feldern, die 27 Meter lang und 15 Meter breit sind, errichtet.
Im Juni 2007 begannen Verhandlungen über einen außergerichtlichen Vergleich zwischen der Gemeinde Halstenbek und dem Statikbüro. Sie mündeten im September 2008 in eine Einigung, nach der die Versicherung des Statikbüros einen Schadensersatz von 2,3 Millionen Euro an die Gemeinde zahlte.

## Ähnliche Objekte
Das Große Glashaus im Nationalen Botanischen Garten in Wales ist von ähnlicher Bauart und steht seit 2000.